# Крамбл
Крамбл (британська англійська crumble або американська англійська crisp) — це зазвичай десерт із розсипчастою посипкою зверху (топінгом), яка складається з борошна, масла, цукру та іноді вівсянки, що запечена на фруктовій начинці. Яблучний крамбл і крамбл з ревінем - два популярних варіанти. Альтернативно можна використовувати солоні начинки, такі як м’ясо, сир або овочі. В якості десерту крамбл традиційно подають із заварним кремом, вершками або морозивом. 
Рецепт яблучного крамбла з простим верхом зі стрейселя з’явився в Canadian Farmer's Magazine у лютому 1917 року . Британський шеф-кухар і письменник Х’ю Фернлі-Віттінгстолл описує крамбл як «національний звичай», який став популярним у Великобританії після Другої світової війни, приготувати розсипчастий верх легше, ніж тісто . Крамбл у різних формах поширений у Великобританії, Ірландії та країнах Співдружності націй. Хоча страву також можна знайти в США, найпоширеніший варіант відомий як «яблучний крісп» у варінті американської англійської  .